# TOI-2202
TOI-2202 è una stella nella costellazione dell'Idra Maschio, distante 770 anni luce dal sistema solare. Attorno ad essa nel 2021 sono stati scoperti orbitare due pianeti extrasolari.

## Caratteristiche fisiche
TOI-2202 è una stella un po' più piccola e fredda del Sole, si tratta di una nana arancione di tipo spettrale K8V; la sua massa è l'82% di quella del Sole, il suo raggio è di 0,794 R⊙, mentre la sua temperatura superficiale è di 5144±50 K, caratteristiche che la pongono nella categoria delle nane arancioni. Pare più vecchia del Sole, la sua età è stimata in circa 7,5 miliardi di anni, con un margine d'errore comunque elevato, di oltre 3 miliardi di anni. La metallicità, ossia l'abbondanza di elementi più pesanti dell'idrogeno e dell'elio è simile a quella del Sole.

## Sistema planetario
La stella è stata osservata dal telescopio spaziale TESS, che individuò, tramite il metodo del transito, un pianeta gigante gassoso molto simile per massa e dimensioni a Giove, che orbita in poco meno di 12 giorni attorno alla stella.
Successivamente furono osservate le variazioni della velocità radiale della stella con gli spettrografi HARPS e FEROS dell'osservatorio di La Silla e del Carnegie Planet Finder (PFS) del telescopio Magellano all'osservatorio di Las Campanas, che ha permesso la scoperta di un secondo pianeta, anch'esso gigante gassoso, che orbita in 24,7 giorni e la cui massa è di 0,37 masse gioviane (117 M⊕), vale a dire leggermente superiore a quella del pianeta Saturno.
Prospetto del sistema
| Pianeta | Tipo            | Massa    | Raggio  | Periodo orb.   | Sem. maggiore | Eccentricità | Incl. orbita | Scoperta |
| ------- | --------------- | -------- | ------- | -------------- | ------------- | ------------ | ------------ | -------- |
| b       | Gigante gassoso | 0,978 MJ | 1,01 rJ | 11,91 giorni   | 0,09564 UA    | 0.042        | 88,4°        | 2021     |
| c       | Gigante gassoso | 0,369 MJ | —       | 24,6744 giorni | 0,15544 UA    | 0,06         | 84,7°        | 2021     |